# Kulubnarti
Kulubnarti ist eine Insel im Nil im Norden des Sudan, die seit der Zeit des christlichen Reiches von Makuria von etwa 1100 n. Chr. bis heute bewohnt ist. Bis ins 15. Jahrhundert war das abgelegene Gebiet, während sich der  Islam nach Süden ausbreitete, der letzte bekannte Rückzugsort für Christen in Nubien. Es ist der einzige nubische Ort mit einer vom Mittelalter bis heute ununterbrochenen und archäologisch untersuchten Besiedlungsgeschichte.

## Lage
Kulubnarti („Insel von Kulb“) liegt etwa 120 Kilometer Luftlinie südwestlich von Wadi Halfa und etwas nördlich des Dal-Katarakts, der sich zwischen dem 2. und 3. Katarakt befindet. Das Batn al-Hadschar („Bauch der Steine“) genannte, schroffe und unwirtliche Felsgebiet, an dessen Südende Kulubnarti liegt, trennte als natürliche Barriere das ab der römischen Zeit kulturell stärker unter ägyptischen Einfluss gekommene Unternubien vom südlichen Obernubien.
Batn al-Hadschar besteht aus nackten Granitbergketten mit tief eingeschnittenen Rinnen dazwischen, die sich über einem Grundgebirge aus präkambrischem Sedimentgestein erheben. Der Wind hat Felsmulden mit Sand aufgefüllt. Landwirtschaft ist nur an kleinen begünstigten Ecken und auf der etwa ein Kilometer langen Insel möglich, da die Felsen nah am Fluss stehen und die übliche breite Zone von alluvialem fruchtbaren Ackerland am Nilufer fehlt. Die heutige Bevölkerung lebt überwiegend im modernen Dorf Kulb am westlichen (Kulb West) und östlichen (Kulb East) Nilufer. Die Meereshöhe beträgt etwa 200 Meter. Wegen der bis in über 600 Meter Höhe aufragenden Felsberge verläuft die Asphaltstraße zwischen Abri und Wadi Halfa nördlich von Kulb East in einem größeren Abstand im Osten des Flusses.

## Forschungsgeschichte
Der Reisende Johann Ludwig Burckhardt kam auf seiner ersten Expedition südlich von Assuan 1813 den Nil aufwärts bis zum 3. Katarakt. Er erwähnt in seiner 1819 erschienenen Reisebeschreibung Travels in Nubia die Insel und die kleine Kirche. Die ersten archäologischen Untersuchungen unternahm Somers Clarke auf Reisen Anfang des 20. Jahrhunderts, bei denen er christliche Baureste entlang des Nil zwischen Kairo und Soba erforschte. Die Ergebnisse veröffentlichte er 1912 unter dem Titel Christian Antiquities in the Nile Valley.
1969 und 1979 führte William Yewdale Adams im Auftrag der University of Kentucky umfangreiche Ausgrabungen auf der Insel und dem benachbarten Festland durch. Dabei wurden rund 1300 Kleinfunde gesammelt und archiviert. Die Ergebnisse erbrachten eine kontinuierliche Besiedlungsgeschichte und beispielhaft ein Verständnis für die Veränderungen der Sozialstrukturen beim allmählichen Übergang vom nubisch-christlichen Reich bis zur türkischen Herrschaft.
Weitere Forschergruppen untersuchten die in den beiden Friedhöfen vorhandenen menschlichen Knochenfunde. Die bei Schädelvermessungen erkannten Unregelmäßigkeiten wurden in Beziehung gesetzt zu den mutmaßlichen Ernährungsgewohnheiten. 30 Erwachsenenschädel aus einer frühchristlichen Grabstätte auf der Insel, die aus der Zeit zwischen 550 und 850 stammten, zeigten, dass die Bevölkerung dieser Zeit schlechtere Lebensbedingungen hatte als im Mittelalter: Die Funde wurden mit 30 weiteren Schädeln verglichen, die im späteren, 550 bis 1500 benutzten Friedhof auf dem westlichen Festland nahe dem Dorf Kulb ausgegraben wurden.

## Siedlungsbild
Es wurden drei spätmittelalterliche Siedlungsplätze und einige kleinere Fundstellen auf der Insel untersucht, außerdem die beiden genannten Friedhöfe und eine Kirche in Kulb mit der einzigen, den gesamten Kirchenraum überspannenden Kuppel (frühestens 12. Jahrhundert).

### Kirche
Somers Clarke veröffentlichte 1912 eine Skizze der aus Lehmziegeln gemauerten Inselkirche. Peter Grossmann fand sie 1964 bis auf das fehlende Gewölbe vollständig aufrecht stehend. Das sehr kleine Gebäude war auf dem Grundplan etwas schräg und mit etwa 7 × 6 Meter fast quadratisch. Die Raumaufteilung entsprach ungefähr den üblichen dörflichen Kirchen Nubiens, war jedoch insgesamt vereinfacht. An der Ostwand befand sich ein rechteckig abgeteilter mittlerer Altarraum mit seitlichen Nebenräumen, die durch Eingänge von den Seitenschiffen betreten wurden. Die Ecken der Westwand waren ebenfalls durch Nebenräume abgeteilt, im südlichen Raum führte eine zweiläufige Treppe auf das Dach. Die Eingänge lagen sich wie üblich im westlichen Bereich der beiden Längswände gegenüber. Ihre Rundbögen waren am Scheitel knapp übermannshoch. Anstelle von vier gab es nur zwei Mittelpfeiler in der Flucht der mittleren Apsis. Das Kirchenschiff war nach Abzug der Nebenräume zu beiden Seiten beinahe doppelt so breit wie lang und offensichtlich fensterlos. In der Westwand gab es drei Schlitzfensterpaare, ebensolche waren in der Ostwand der beiden Altarnebenräume erhalten. An der Innenseite der Südwand waren noch Reste von Bemalung erkennbar, an anderen Stellen bruchstückhaft Inschriften.
Die fehlenden Dachformen können aus den Gewölbeansätzen rekonstruiert werden, die an fast allen Wänden erhalten waren. Die beiden rechteckigen, aus Ziegeln gemauerten Pfeiler und die Wandecken der westlichen Nebenräume verbanden Rundbögen. Über diesen war ein vermutlich mit Fensteröffnungen versehenes, quadratisches Mauersegment und darauf eine zentrale Rundkuppel (siehe: Nubisches Gewölbe) konstruiert. Der Übergang zum Kuppelrund erfolgte bei derartigen Aufsätzen in Nubien erst unmittelbar am Kuppelansatz und nicht wie in der europäischen und orientalischen Baukunst durch einen Tambour. Die einzige, durch einen Tambour erhöhte Zentralkuppel in Nubien dürfte neben der Kuppelkirche von Kulb die Flusskirche in Kaw besessen haben. Die Kuppel ragte weit über die längsgerichteten, dreifach nebeneinanderliegenden Tonnengewölbe der übrigen Räume hinaus.
William Yewdale Adams und Peter Grossmann datieren die Kirche in das 13. oder 14. Jahrhundert. Es handelt sich damit möglicherweise um den letzten, in Nubien fertiggestellten Kirchenbau.

### Festung
Das markanteste Bauwerk aus mittelalterlicher Zeit ist eine Festung (Kurfa) auf dem Geröllfeld am Südende der Insel. Es besteht aus einem mächtigen, sich nach oben verjüngenden und mit Lehm verputzten Bruchsteinmauerwerk. Mehrfache Militärexpeditionen der ägyptischen Mamluken Ende des 13. und im 14. Jahrhundert beendeten die Macht des christlichen Makuria-Reiches. Direkt nach Kulubnarti scheinen die Mamluken auch beim letzten Einfall 1365 nicht vorgedrungen zu sein. In der Folge führte Machtvakuum zu anarchischen Zuständen in der Region. Während der Osmanenherrschaft in Ägypten sicherten seit Mitte des 16. Jahrhunderts kleinere Garnisonen, die in Festungen stationiert waren, die Südgrenze des Osmanischen Reiches, die im Sudan am 3. Katarakt lag. Qasr Ibrim gehörte wie die ebenfalls seit frühchristlicher Zeit befestigten Städte Faras und Gebel Adda um 1600 zu einem Verwaltungsbezirk (Sandschak). In der Festung von Kulubnarti residierte spätestens seit dem 19. Jahrhundert ein offizieller Steuereintreiber (Kaschef). Ähnliche Festungen gab es in Tarmuki, Kasanarti und Meinarti (alle nördlich des 2. Katarakts und heute vom Nassersee überflutet).
Um die Kirche waren keine Siedlungsspuren erhalten. Östlich der Festung befanden sich vier Wohngebäude aus Lehmziegeln mit Bruchsteinsockel aus christlicher Zeit. Im westlichen Haus blieben christliche Graffiti erhalten. Zwei dieser Häuser besaßen ein Obergeschoss, die Erdgeschosswände waren sorgfältig mit Bruchsteinen gemauert. Die Decke über den Erdgeschossräumen bestand aus drei langen, nebeneinander liegenden Tonnengewölben.
Wann die letzten Christen ihre Religion aufgegeben hatten und wann die Bevölkerung zum Islam übertrat, ließ sich durch die bisherigen Ausgrabungen nicht mit Bestimmtheit klären. Aus osmanischer Zeit wurden keine Reste einer Moschee gefunden. Die einzigen Hinweise, den Islam betreffend, waren drei Topfscherben mit Koranversen.